# Pasos Largos

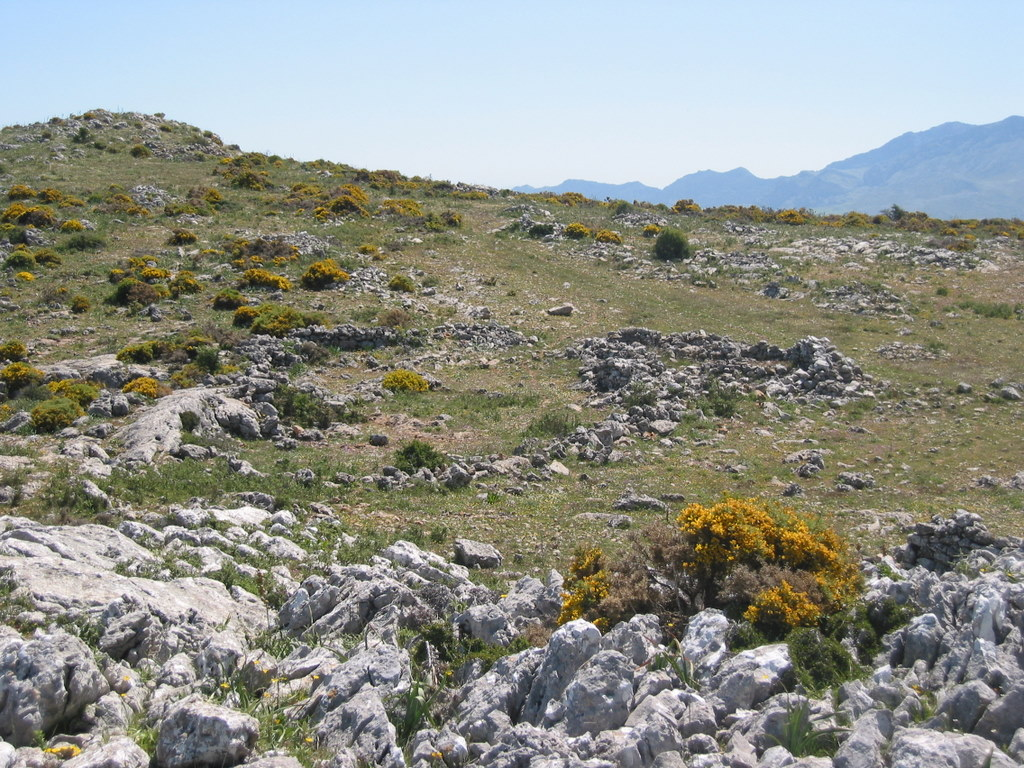
Ruinas de la casa natal de Pasos Largos, antigua venta del puerto de los Empedrados, en la sierra Blanquilla

Juan Mingolla Gallardo, alias Pasos Largos (El Burgo, 4 de mayo de 1873 - Sierra Blanquilla, 18 de marzo de 1934), fue un bandolero andaluz, considerado el último que actuó en la Serranía de Ronda.

## Biografía
El apodo Pasos Largos lo hereda de su padre, que lo recibió por su peculiar forma de andar. Su natural carácter taciturno se acentuó durante el servicio militar que prestó en Cuba entre 1895 y 1898. 
Al retornar a España recibe la noticia del fallecimiento de su hermano mayor, inmediatamente su hermano menor abandona el hogar familiar para casarse y, en 1901, fallece su madre. La desmembración de su familia, de la que es un gran amante, convierte a Pasos Largos en una persona cada vez más huraña e introvertida, y comienza a dedicarse a la caza furtiva, pasando la mayor parte del día en la sierra.
Se aficiona también al juego, lo que hace que, además de perder todo el dinero que consigue, se involucre constantemente en riñas y peleas.
Denunciado por el guarda de la finca El Chopo como cazador furtivo, es detenido por la Guardia Civil y apaleado. Juan Mingolla decide entonces vengarse y el 8 de mayo de 1916, tras localizar al hijo del denunciante, le descarga dos balazos en la cabeza, tras lo cual lo remata con la hoz que lleva este "para que no sufra". Luego va a buscar al padre y con la misma hoz le da muerte. La saña con la que perpetra los asesinatos deja constancia del odio y la ira que dominan su personalidad.
Perseguido por la justicia huye y se refugia en una sierra que sus prácticas de caza furtiva hace que conozca a la perfección. Las cuevas de Clavelino, Lifa y Sopalmillos se convierten en sus refugios, y comienzan sus tropelías, hazañas y leyendas que lo presentan como un bandolero compasivo, noble y generoso.
Así se cuenta que en cierta ocasión sorprendió a dos guardias civiles a los que desarmó y dejó en libertad para que volvieran a Ronda y contaran lo sucedido. En el camino los alcanza un muchacho y les devuelve de su parte las armas "para que sus jefes no los castiguen".
Su especialidad es el secuestro, destacando entre ellos el de Diego Villarejo, un rico propietario de Cuevas del Becerro, del que obtiene 100 000 reales. Pero al ser la víctima un personaje influyente en la provincia malagueña, el suceso llegó a oídos de las más altas esferas del país, que convierten su busca y captura en una cuestión prioritaria, acentuada por el hecho de que sus necesidades pecuniarias, derivadas de su afición al juego, le hacen extorsionar y chantajear a los hacendados rondeños, entre los que se encuentra el propio alcalde de Ronda, Juan Peinado Vallejo.
El 14 de agosto de 1916 es traicionado por la mujer de un cabrero en cuya cabaña encontraba Pasos Largos refugio de forma habitual. La Guardia Civil entabla con el bandolero un cruce de disparos que lo alcanzan y lo dejan malherido, a pesar de lo cual consigue huir, cayendo por un barranco, donde permaneció inconsciente durante varias horas. Cuando recobra el conocimiento sólo puede dirigirse a Ronda, al Café Sibajas, en la calle principal de la ciudad, donde jugaba a menudo. Allí decide entregarse y cuando las fuerzas de la autoridad lo detienen cuentan que la gente que allí estaba lo vitoreó y arropó.
Pasos Largos fue condenado a cadena perpetua, cumpliendo condena en el penal de Figueras, donde se agravó la tuberculosis que había contraído durante su estancia en Cuba. Trasladado en 1932 al presidio del Puerto de Santa María, logra ese mismo año la libertad al otorgarle el gobierno republicano un indulto debido a su buena conducta y a su estado de salud.
Cuando vuelve a Ronda es Diego Villarejo, aquel hacendado al que secuestró, el que le ofreció trabajo como guarda en una de sus fincas. El trabajo le duró poco, ya que la libertad en la sierra era lo que más ansiaba. Volvió así a la caza furtiva y a cometer pequeños robos que lo llevaron en varias ocasiones a la cárcel municipal.
Cierto día robó una escopeta en el cortijo de Lifa y volvió, con más de sesenta años, a la vida de bandolero en la sierra hasta que, el 18 de marzo de 1934, la Guardia Civil recibió informes que situaban a Pasos Largos en la cueva de Solpalmillo, situada en Sierra Blanquilla, en el corazón de la Sierra de las Nieves. Fuerzas de la Benemérita de Arriate, Igualeja, Serrato, El Burgo y Cuevas del Becerro lo sitiaron y le instaron a que se rindiera o, si no, lo matarían, a lo que él respondió: "Pos máteme". El tiroteo terminó con Pasos Largos muerto por dos disparos, uno en el vientre y otro en el pecho. En conclusión, Pasos Largos fue el último bandolero en actuar y de los más malvados debido al secuestro de Diego Villarejo. Según su familia, fue una época dura.